# كريستيان شتوك
كريستيان ستوك (بالألمانية: Christian Stock)‏ هو سياسي ألماني، ولد في 1884 في دارمشتات في ألمانيا، وتوفي في 13 أبريل 1967 في سيهيم - يوجينهايم في ألمانيا. حزبياً، نشط في الحزب الديمقراطي الاجتماعي الألماني. وقد انتخب عضو البرلمان هسه.

## روابط خارجية
- كريستيان شتوك على موقع مونزينجر (الألمانية)